# Tangentometer
Das Tangentometer ist ein Instrument zum Messen von Höhen, also des Höhenunterschieds zwischen zwei Punkten auf trigonometrischem Wege.
Ein solches Instrument wird durch ein Tachymeter gebildet, an dem man den Höhenunterschied zwischen den beiden Punkten unmittelbar am Instrument selbst abliest, ohne weitere Rechnungen ausführen zu müssen.